# リトラル州
リトラル州（英語: Littoral Province, フランス語: Province du Littoral）は、カメルーン西部のギニア湾に面した州である。沿岸州。サナガ川の河口にあたり、州都のドゥアラ（Douala）は国内最大の商都である。ドゥアラ国際空港やトランスカメルーン鉄道、幹線道路、外港もあり、重要な交通の要衝である。面積20,239km2、人口1,352,833人（1987年）。

## 隣接州
- 南西州
- 西部州 (カメルーン)
- 中央州 (カメルーン)
- 南部州 (カメルーン)

## 下位行政区画

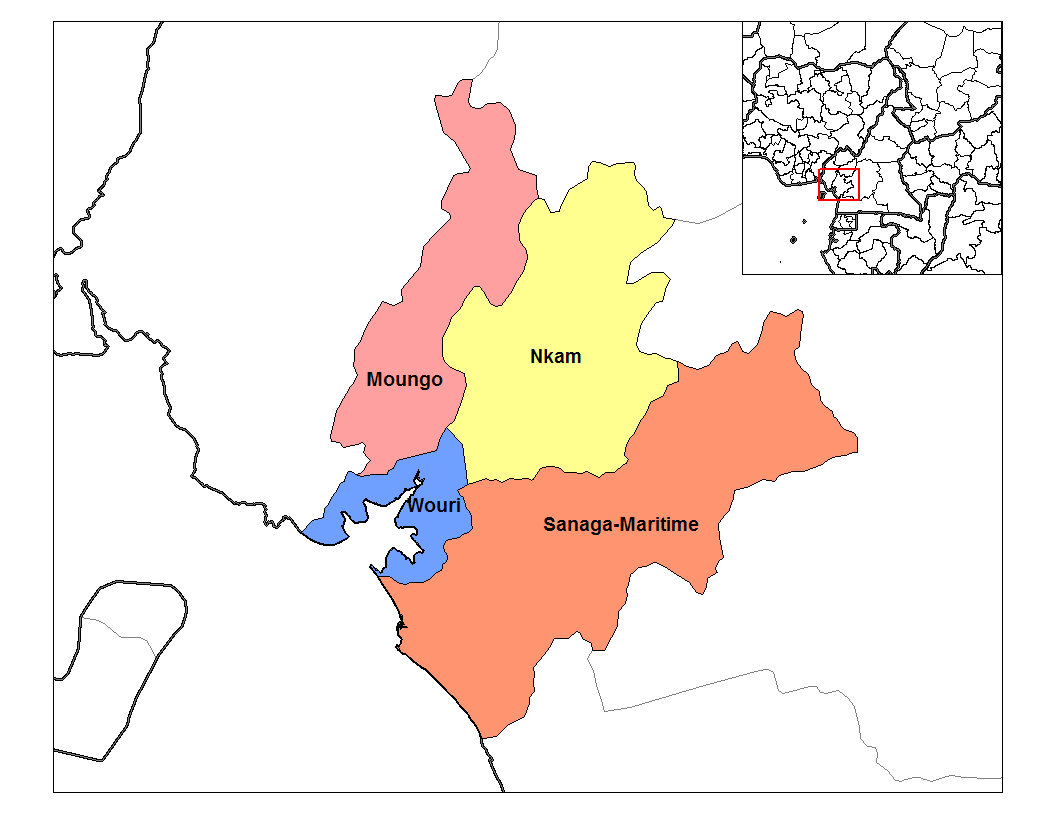
リトラル州の県

- Moungo - 中心都市：ンコングサンバ
- Nkam - 中心都市：ヤバッシ（英語版）
- Sanaga-Maritime - 中心都市：エデア
- Wouri - 中心都市：ドゥアラ